# 하라군

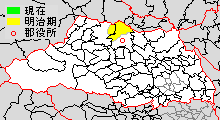
사이타마현 하라군의 위치

하라군(幡羅郡)은 일본 사이타마현(무사시국)에 있던 군이다.

## 군역
현재의 행정 구역으로 대체로 아래 구역에 해당한다.
- 구마가야시 일부
- 후카야시 일부

## 역사
- 1879년 3월 17일 - 군구정촌 편제법이 사이타마현에서 시행되면서 행정 구역으로서의 하라군이 발족되었다.

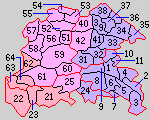
31.미시리촌 32.다마노이촌 33.나라촌 34.나가이촌 35.하타촌 36.메누마촌 37.야토고촌 38.오누마촌 39.오타촌 40.아케토촌 41.벳푸촌 42.하타라촌 (보라:구마가야시 분홍:후카야시 1-11은 오사토군 21-25는 오부스마군 51-64는 한자와군)

- 1889년 4월 1일 - 정촌제 시행에 따라 아래의 촌이 발족. 따로 적은 곳 외에는 현 구마가야시.(12촌)
  - 미시리촌(三尻村)
  - 다마노이촌(玉井村)
  - 나라촌(奈良村)
  - 나가이촌(長井村)
  - 하타촌(秦村)
  - 메누마촌(妻沼村)
  - 야토고촌(弥藤吾村)
  - 오누마촌(男沼村)
  - 오타촌(太田村)
  - 아케토촌(明戸村): 현 후카야시
  - 벳푸촌(別府村)
  - 하타라촌(幡羅村): 현 후카야시
  - 일부는 오사토군 오하타촌의 일부가 됨.
- 1896년 4월 1일 - 오사토군·하라군·한자와군·오부스마군의 구역으로, 새로이 오사토군(大里郡)이 발족. 이날 하라군은 폐지됨.

## 참고 문헌
- 《가도카와 일본 지명 대사전》 편집위원회, 편집. (1980년 7월 1일). 《가도카와 일본 지명 대사전》. 11 사이타마현. 가도카와 쇼텐. ISBN 4040011104.